# Constantin Michel Telle
Constantin Michel Telle (* 1763 oder 1764 in Mons oder Ath in der wallonischen Provinz Hennegau; † 1. Januar 1846 in Berlin) war ein französischer Ballettmeister und Choreograf.

## Leben und Wirken
Nach seiner Ausbildung als Balletttänzer unter anderem bei Maximilien Gardel und Louis Milon erhielt Telle im Jahr 1792 zusammen mit seiner aus Turin stammenden Frau Decastelli ein Arrangement als Solotänzer am Königlichen Ballettensemble in Berlin. Er war Nachfolger des Noverre-Schülers Étienne Lauchery und Vorgänger von François Michel Hoguet. Zwischenzeitlich gastierte im Mai 1801 das Ehepaar Telle in Mannheim. 1813 wurde Constantin Michael Telle zum Ballettmeister befördert und beendete 1817 seine Solotänzerkarriere. Zusätzlich übernahm er bis 1830 die Aufgaben des Choreografen der Königlichen Schauspiele. Abschließend ging er trotz seines fortgeschrittenen Alters noch von 1831 bis 1832 an das Theater Aachen, wo ihm sein Sohn und amtierender Direktor, Wilhelm Telle (1898–1962), die Leitung des dortigen Balletts übertrug.
Constantin Michael Telle kreierte nicht nur Bühnenballette, sondern auch zahlreiche Bühnentänze zu den verschiedenen Opern. Er choreographierte unter anderem die Tänze in Carl Maria von Webers Preciosa anlässlich der Uraufführung 1821 und in Webers Euryanthe für die Berliner Erstaufführung 1825. 
Leben und Werk dieses Choreografen sind insgesamt bislang kaum erforscht. Seine Werke fallen in die Übergangszeit vom Reformballett des späten 18. Jahrhunderts zum Romantischen Ballett der ersten Hälfte des 19. Jahrhunderts.